# Trzciniak białoskrzydły
Trzciniak białoskrzydły, trzciniak zmienny (Acrocephalus vaughani) – gatunek małego ptaka z rodziny trzciniaków (Acrocephalidae). Endemicznie występuje na wyspie Pitcairn na Oceanie Spokojnym.
SystematykaGatunek ten po raz pierwszy zgodnie z zasadami nazewnictwa binominalnego opisał w 1900 roku Richard Bowdler Sharpe na łamach „Bulletin of the British Ornithologists’ Club”. Autor nadał mu nazwę Tatare vaughani, a jako miejsce typowe wskazał Pitcairn. Obecnie gatunek zaliczany jest do rodzaju Acrocephalus. Nie wyróżnia się podgatunków. Dawniej za jego podgatunki uznawano trzciniaka plamistego (A. rimitarae) i trzciniaka bladego (A. taiti).
MorfologiaDługość ciała 17 cm; zmierzona masa ciała: samiec 27 g, samica 22 g. Obie płcie są do siebie podobne.
WystępowaniePtak ten jest endemitem wyspy Pitcairn położonej w południowej części Polinezji. Zamieszkuje głównie połacie wysokich lasów, rzadziej występuje w pobliżu siedzib ludzkich i w zaroślach. Unika obszarów otwartych i klifów.
PożywienieŻywi się owadami. Żeruje wśród drzew i krzewów, rzadko na poziomie gruntu, prawdopodobnie ze względu na obecność ludzi i kotów.
RozródSezon lęgowy trwa głównie od sierpnia do stycznia. Jest to ptak terytorialny, ale czasami lęgnie się w grupach. W zniesieniu zwykle 2 jaja; okres inkubacji trwa około dwóch tygodni. Pisklęta są karmione przez oboje rodziców, po około dwóch tygodniach od wyklucia opuszczają gniazdo.
Status zagrożeniaW Czerwonej księdze gatunków zagrożonych IUCN trzciniak białoskrzydły od 2008 roku jest klasyfikowany jako gatunek zagrożony (EN – Endangered), wcześniej uznawano go za gatunek narażony (VU – Vulnerable). Liczebność populacji została oszacowana między 250 a 2000 dorosłych osobników. Ze względu na utratę i degradację siedlisk gatunku, co spowodowane jest działalnością człowieka i rozprzestrzenianiem się czapetki jambos, BirdLife International ocenia trend liczebności populacji jako malejący.